# Poppo van Stavelot

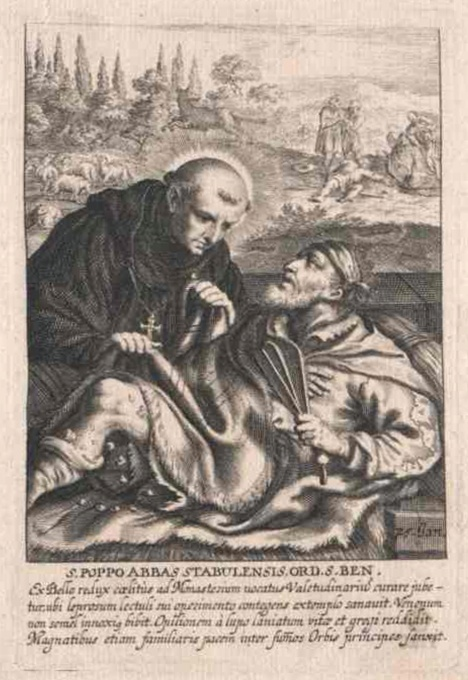
Poppo van Stavelot (17e-eeuwse gravure).

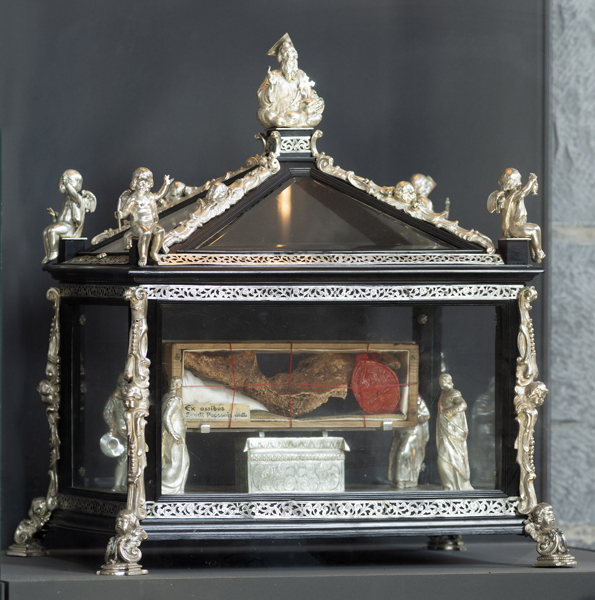
Relikwiekast met een stuk heup van de heilige Poppo, bewaard in de Onze-Lieve-Vrouwkerk in Deinze.

Poppo (Deinze, 978 – Marchiennes, 25 januari 1048) was een benedictijnse monnik en later abt.
Poppo werd geboren in een adellijke familie, als zoon van Titzekin en Adelvina (of Adalwif). Na verschillende bedevaarten koos hij in 1006 voor het monastieke leven: in dat jaar trad Poppo in bij de benedictijnen in het klooster Saint-Thierry in Reims.
Keizer Hendrik II beriep Poppo in 1020 tot abt van de toenmalig vermaarde dubbelabdij van Stavelot (ook: Stablo) en Malmedy. Vanaf dat moment zou Poppo de leiding van meerdere kloosters overnemen en hervormen in het kader van de Lotharingse Hervormingen. Deze Lotharingse hervormingen leunen op de geest, die uitging van de Abdij van Cluny, anderzijds leggen zij minder nadruk op de pauselijke onafhankelijkheid. Dit betekende niet alleen een strenge naleving van de regel van Benedictus, maar ook nauwgezette naleving van de gebeden en het mislezen en meer aandacht voor individuele contemplatie. Als direct gevolg verlangde deze beweging, waarin Poppo stond, een einde aan de inmenging van bisschoppen in het leven van de kloosters. Tot de kloosters die Poppo leidde, behoorden onder andere die in Atrecht, Trier, Limburg an der Haardt, Echternach en Sankt-Gallen.
Abt Poppo wordt vereerd als heilige; zijn gedachtenis, net zoals die van zijn moeder, valt op 25 januari (en plaatselijk ook op 28 of 29 januari). In zijn geboortestad Deinze is het Sint-Poppoplein naar hem genoemd. Poppo is begraven in Stavelot, maar in Onze-Lieve-Vrouwkerk van Deinze wordt een stuk van zijn heupkam bewaard. Dit bot wordt tentoongesteld in een schrijn.